# (5023) Agapénor
(5023) Agapénor es un asteroide troyano de Júpiter descubierto por Carolyn Shoemaker y Eugene Shoemaker el 11 de octubre de 1985 desde el Observatorio Palomar. 

## Designación y nombre
Designado provisionalmente como 1985 TB3. Fue nombrado "Agapénor" en honor al rey y líder de los Árcades que fue con los griegos a la guerra troyana: Agapénor. 

## Características orbitales
Agapénor se encuentra a una distancia media de 5,178 ua, pudiendo alejarse un máximo de 5,442 ua y acercarse un máximo de 4,914 ua. Tiene una excentricidad de 0,050. 

## Características físicas
Agapénor tiene una magnitud absoluta de 10,4. 